# Arenaria lycopodioides
Arenaria lycopodioides är en nejlikväxtart som beskrevs av Carl Ludwig von Willdenow och Diederich Franz Leonhard von Schlechtendal. Arenaria lycopodioides ingår i släktet narvar, och familjen nejlikväxter. Inga underarter finns listade i Catalogue of Life.